# 帕齊·特雷爾
帕齊·特雷爾（英語：Patsy Terrell；1961年12月23日—2017年6月7日），是美國的民主黨政治人物，前堪萨斯州众议院議員。

## 生平
特雷爾在肯塔基州出生，成年後在堪萨斯州哈欽森居住。她從事通訊工作，並自僱寫作，2016年她當選為堪萨斯州众议院第一百零二選區代表議員，2017年1月9日就任，唯於6月7日逝世。